# Deusdedit (kardynał S. Lorenzo in Damaso)
Deusdedit (zm. 1129) – kardynał-prezbiter S. Lorenzo in Damaso mianowany przez papieża Paschalisa II około 1116. Występuje jako świadek na licznych przywilejach papieskich wydanych między 24 maja 1116 a 10 kwietnia 1129. Dwukrotnie (1118/19 i 1123/24) działał jako legat papieski w Hiszpanii.